# Изопольский, Владимир Николаевич
Владимир Николаевич Изопольский (10 апреля 1935, Николаев — 14 октября 2021, Витебск) — советский и белорусский тренер по греко-римской борьбе, заслуженный тренер СССР и БССР.

## Биография
Родился 10 апреля 1935 года в Николаеве. После окончания школы поступил в местное педучилище физического воспитания, занимался плаванием. Учился в Белорусском государственном институте физической культуры. Во время учёбы начал заниматься классической борьбой у заслуженного тренера Советского Союза Михаила Мирского. Дважды был призером чемпионата БССР, призером первенства СССР среди студентов (общество «Буревестник»). Мастер спорта СССР.
В 1959 году, после окончания учёбы, начал работать тренером в Витебске. В 1962 году его воспитанник Геннадий Пригун выиграл первенство БССР среди юношей. В 1965 году Виктор Исаков стал победителем первенства СССР среди юношей, а на следующий год выиграл чемпионат БССР среди взрослых. Петр Шашков в 1968 стал победителем первенства СССР среди сельских спортсменов (общество «Урожай»), а в 1994 заслуженным тренером Республики Беларусь . В 1969—1970 годах на всесоюзной арене успешно выступал Николай Хитряков, который стал двукратным победителем молодёжного первенства СССР, в 1971 становился серебряным и в 1972 бронзовым призёром чемпионата СССР. В Витебске проводится открытый республиканский турнир по греко-римской борьбе среди юношей памяти Николая Хитрякова. Андрей Строчко в 1986 году стал победителем молодёжного первенства СССР и бронзовым призёром молодёжного первенства мира, а в 1992 бронзовым призёром чемпионата СНГ.
Самым талантливым учеником Владимира Николаевича Изопольского стал Игорь Каныгин, многократный чемпион мира и Европы, вице-чемпион московской Олимпиады.
Был организатором всесоюзного турнира по греко-римской борьбе посвященного памяти Героя Советского Союза Льва Доватора, проводимого в Витебске с 1969 года. По результатам турнира присваивалось звание «Мастер спорта СССР» позднее «Мастер спорта Республики Беларусь»
Умер 14 октября 2021 года.

## Ученики
Воспитал более 60 мастеров спорта СССР и Республики Беларусь. Среди них:
- Виктор Исаков
- Николай Хитрияков
- Андрей Строчко
- Петр Шашков
- Александр Дубровский

## Награды и звания
- медаль «За трудовое отличие»,
- медаль «За трудовую доблесть»,
- заслуженный тренер БССР (1971),
- судья всесоюзной категории (1973),
- заслуженный тренер СССР (1981).